# Julia Reid
Pour les articles homonymes, voir Reid.
Julia Reid, née le 16 juillet 1952 à Londres, est une femme politique britannique, membre du Parti du Brexit. Elle est députée européenne de 2014 à 2019.

## Biographie
Julia Reid est diplômée en biochimie et pharmacologie à l'université de Bath. Avant 2009, elle travaille comme chercheur sur le diabète dans un laboratoire au Royal United Hospital. En parallèle, elle s'engage dès 1981 au sein du Parti social-démocrate avant de rejoindre le Parti pour l'indépendance du Royaume-Uni (UKIP) au moment de sa fondation en 1993. 
Elle est élue députée européenne britannique le 22 mai 2014 sous les couleurs de l'UKIP. En décembre 2018, elle quitte son parti, critiquant la dérive de celui-ci vers l'extrême droite, avant de rejoindre le Parti du Brexit. Elle ne se représente pas aux élections européennes de mai 2019.